# وادي كروان الحشرج
وادي كروان الحشرج هو واد في تهامة بلاد بلقرن في محافظة العرضيات شرقي وادي كروان الجوز. تسيل مياهه من جبال ثميدة ومن جبال الصدرة باتجاه الغرب حتى يصب في وادي يبة بالقرب من قرية الوصيل، وبه عين ماء تسمى البركة. في الوادي عدة قرى لقبيلة عمارة بلقرن وبه قرى أثرية منسوبة لقبيلة بني هلال العربية.